# Bröttjärnaån (naturreservat)
Bröttjärnaån är ett naturreservat i Gagnefs kommun i Dalarnas län.
Området är naturskyddat sedan 1998 och är 12 hektar stort. Reservatet ligger i och omkring den bäckravin som omger  Bröttjärnaån och består mest av björk och gråal.